# 調帳
調帳（ちょうちょう）とは、律令制の日本において、諸国から中央に毎年送られた調の内容（品目・分量・調丁数）について記した帳簿。毎年、貢調使が調の実物や租帳・庸帳などの租税関係の文書とともに都に持参したと考えられている。

## 概要
『延喜式』（中務省式）に基づけば、調帳は毎年計3部が弁官に提出され、弁官の確認の後に勘会を担当する主計寮、納付された調の管理を担当する大蔵省、納付された調を実際に使用する主たる官司である中務省にそれぞれ渡された。
現存する調帳は非常に少なく、保安元年（1120年）頃作成と推定される。摂津国の調帳の案文（『中右記』裏文書）が知られていたが、調の機能が事実上崩壊した時期の形式的な文書であり、実際に行われた文書としては茨城県石岡市の鹿の子C遺跡（常陸国）から出土した延暦年間に常陸国が作成したと推定される漆紙文書が知られている。